# Lyophyllum shimeji
Lyophyllum shimeji — їстівний вид грибів з родини Леофілових (Lyophyllaceae), який росте в соснових лісах, часто біля доріг. Поширений в Японії, Швеції, Фінляндії та Естонії.

## Екологія
Lyophyllum shimeji росте в соснових лісах.

## Використання
Цей вид вважають їстівним. В Японії відомий під назвою хон-шімеджі. Гриб цінується як найсмачніший і другий після мацутаке (Tricholoma matsutake) за ціною в Японії. L. shimeji успішно культивують з використанням штамів, здатних до сапробного живлення.

## Галерея

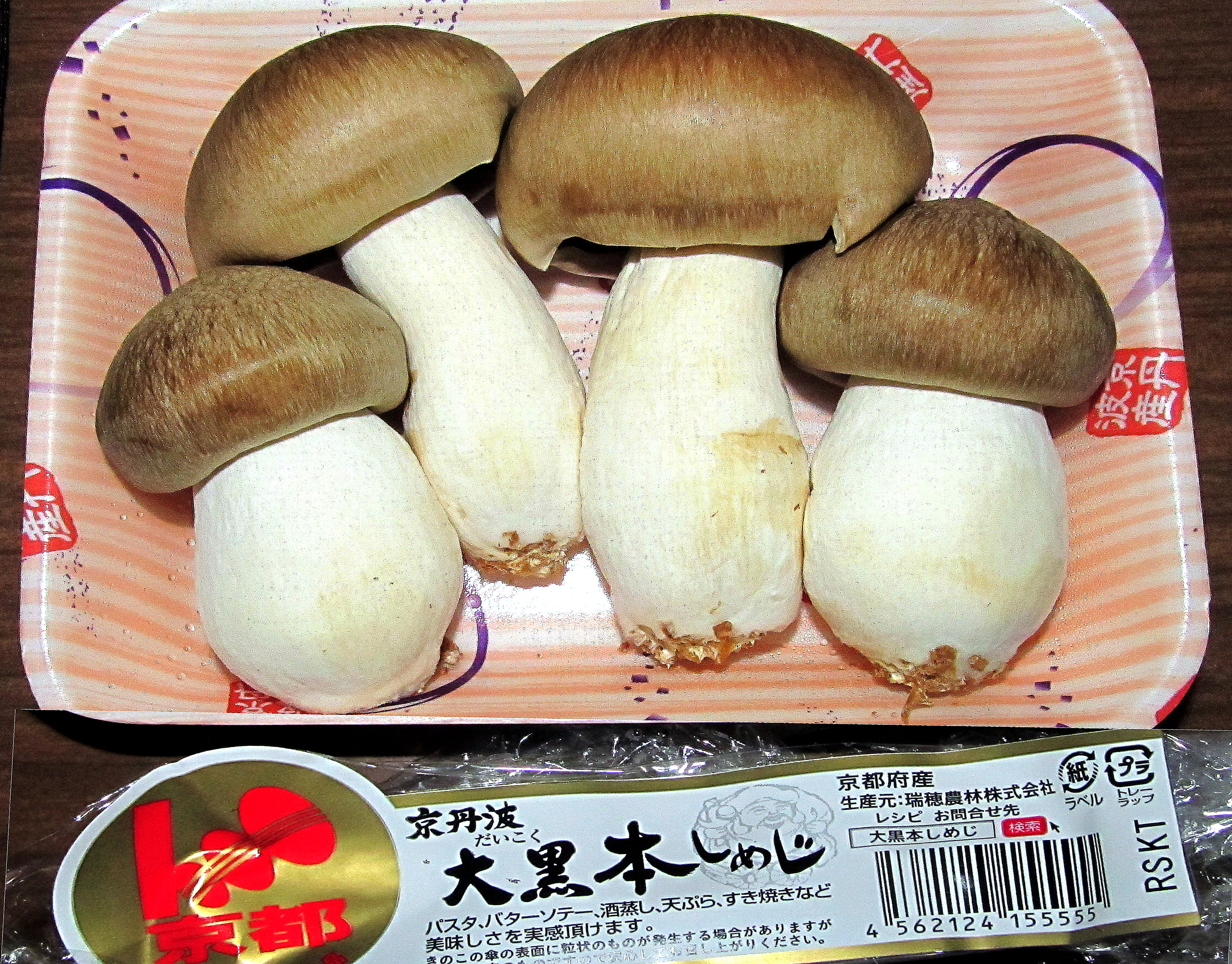
Культивовані гриби в продажу
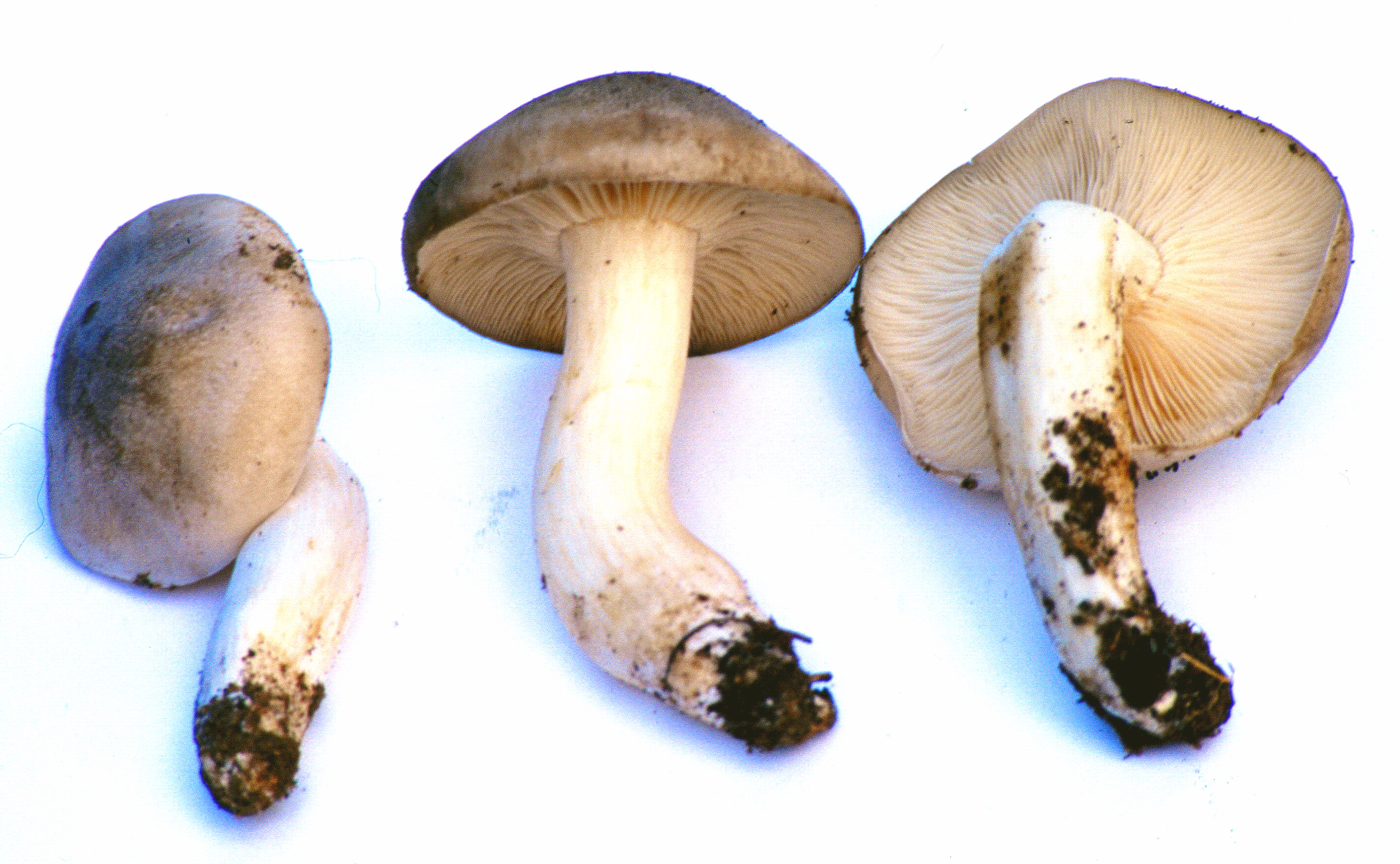